# 平基略內山 (帕坦布科區)
14°17′53″S 69°41′33″W / 14.29806°S 69.69250°W
平基略內山（Pinkilluni），是秘魯的山峰，位於該國東南部普諾大區，由桑迪亞省的帕坦布科區負責管轄，屬於安地斯山脈的一部分，海拔高度4,800米。